# Chupinguaia
Chupinguaia este un oraș în Rondônia (RO), Brazilia.